# 蟻人與黃蜂女
《蟻人與黃蜂女》（英語：Ant-Man and the Wasp）是一部於2018年上映的美國超級英雄電影，根據漫威漫畫中的角色蟻人及黃蜂女而改編。電影由漫威工作室製作，華特迪士尼影業發行。此電影是2015年電影《蟻俠》的續集，亦是漫威電影宇宙系列的第20部作品。電影由派頓·瑞德執導，克里斯·麥肯納及艾瑞克·桑默斯、保羅·路德、安德魯·鮑爾（Andrew Barrer）、加百利·法拉利（Gabriel Ferrari）擔任編劇，演員陣容包括保羅·路德飾演蟻俠，伊凡潔琳·莉莉飾演黃蜂女，其他演員包括麥可·潘納、華頓·哥金斯、巴比·卡納佛、茱蒂·葛瑞兒、T.I.、大衛·達斯馬齊恩、娜·約翰-卡門、艾比·萊德·福特森、藍道爾·朴、蜜雪兒·菲佛、勞倫斯·費許朋及麥克·道格拉斯。電影中，二人跟漢克·皮姆一起探索來自量子領域的珍娜·汎戴茵。
在《蟻人》電影發布後不久，電影團隊便開始討論續集的計劃。《蟻人與黃蜂女》於2015年10月正式公布，而路德及莉莉重返飾演其角色。一個月後，《蟻人》的導演瑞德正式回歸拍攝的崗位，他很高興能夠從開始就加入製作電影的過程當中，並且在這部電影中加入荷普·汎戴茵作為黃蜂女，並堅持她跟蟻人的戲份相等。電影的主題拍攝於2017年8月至11月在費耶特縣的松林亞特蘭大工作室拍攝，另外也於亞特蘭大都會區、舊金山、薩凡納和夏威夷進行額外的拍攝。
《蟻人與黃蜂女》於2018年6月25日於荷里活舉行全球首映，並在2018年7月6日於美國以IMAX和3D版上映。上映後，電影於全球票房已經獲得了6.22億美元的收入。電影獲得正面為主的評價，特別是輕盈明亮的基調、保羅·路德和伊凡潔琳·莉莉的演出表現備受稱譽，續集《蟻人與黃蜂女：量子狂熱》於2023年2月正式發行。

## 劇情
史考特·朗恩兩年前以「蟻人」的身份參與復仇者內戰而違反《蘇科維亞協議》，因為家人關係而自首後獲准回到美國家中軟禁，戴上電子腳鐐並由聯邦調查局特務吳吉米全面監視。受他牽連遭通緝的漢克·皮姆和女兒荷普·汎戴茵這段期間一直留在一間能縮小成行李箱大小的便攜式實驗室中，打造進入量子領域的隧道，漢克參考史考特兩年前從量子領域回到宏觀世界的方法，試圖救出自從1987年就困於量子領域中的妻子珍娜·汎戴茵。如今軟禁期只剩三天的史考特，腦中突然因量子纏結而收到珍娜的“訊息”，本以為是做夢卻感到不尋常的史考特秘密致電漢克通報這件事。
由於史考特收到訊息的時間跟漢克首次開啟隧道的時間幾乎吻合，荷普認為兩者有某種聯繫後，秘密將史考特帶到實驗室，派一隻誘餌螞蟻留在史考特家中確保不引起吉米的注意。父女倆發現史考特腦里訊息的內容是珍娜的回憶後，確認她還活著而決定完成隧道儀器，史考特也被迫幫忙。荷普隨後跟黑市商人桑尼·伯奇交易最後一套所需零件時，伯奇因為發現荷普的身份，並且認為漢克對量子領域的研究能夠賺更多利潤而背叛交易。荷普於是換上黃蜂女戰服攻擊伯奇的打手，史考特也穿著未完成的戰服到場支援，但剛到手的零件卻被一位有穿透能力的白衣蒙面女子「幽靈」搶走，連漢克身邊縮小的實驗室也一同被搶。無跡可尋之下，漢克去拜託他原來的神盾局同事比爾·佛斯特得到尋找實驗室的方法，三人找到實驗室位於森林郊區的一棟房子，潛伏進去時卻集體被幽靈抓獲。
幽靈揭示自己名叫艾娃·史塔爾，其父埃利士自從被漢克從神盾局開除後同樣致力於研究量子領域，直到一場實驗事故奪走她父母的性命，唯獨倖存的她身體卻出現量子變化狀態。佛斯特也現身表示他撫養艾娃長大，需要實驗室的隧道抽取量子領域的能量來恢復她的肉體，漢克意識到過程會殺死困於其中的珍娜而拒絕幫忙，三人想辦法脫身後帶著實驗室和零件逃跑至穆爾森林將隧道完工。而一次運行不穩讓珍娜暫時借用史考特的身體，幫父女倆完成儀器數值並指出她的精確方位，同時警告說時限只剩下兩小時，錯過這次時機就必須再等將近一百年。
伯奇靠找到並追問史考特的三位同事路易斯、戴夫和庫特，得知實驗室位置後通報給他在聯調局裡的眼線。路易斯緊急通知史考特後，讓他被迫離開實驗室趕在前來搜查的占美之前跑回家中，而剛想轉移實驗室的漢克和荷普則被聯調局抓獲，實驗室很快被艾娃趁亂搶跑。史考特對再一次拋棄漢克和荷普感到愧疚時，受到來探望他的女兒凱西鼓勵之下決心去救他們。史考特偷偷潛入聯調局，讓他們父女倆換裝離開，隨後找到實驗室。當史考特和荷普在外用聲東擊西戰術誘出艾娃和佛斯特後，漢克獨自著裝開一部行動車具進入量子領域，最終在裡面找到失散三十年的珍娜。
除了艾娃窮追不捨以外，伯奇一行人也尾隨在後試圖搶奪實驗室，荷普被迫駛向39號碼頭。伯奇搶到實驗室後搭上渡輪離開，而史考特剛好因為調節器故障而變成幾十英呎高的巨人，拿回實驗室後因缺氧而昏倒在海裡，荷普緊急跳下海將他救上岸。艾娃直接將實驗室恢復原來大小後，走進去開始抽取量子能量，史考特和荷普想辦法阻止她時，漢克和珍娜在時限到達之際平安返回宏觀世界。荷普一家人成功團圓，珍娜自願將她身上的一些量子能量贈予給艾娃，以讓她暫時恢復肉身。路易斯三人幫忙制伏伯奇一眾人，讓他們乖乖被警察逮捕，史考特仍然趕在從新聞中目擊事情的占美趕來之前回到家，讓占美在質疑卻苦無證據的情況下解鎖釋放他。恢復自由之身的史考特馬上回女兒的家團聚，艾娃和佛斯特各自逃離現場，完成使命的漢克決定跟珍娜在海邊安享人生。
後來，荷普、漢克和珍娜打造出一座小型量子隧道，將史考特送入量子領域抽取出一部分能量以治療艾娃。但過程中，全宇宙一半生命開始灰飛煙滅，荷普、漢克和珍娜同樣受牽連而化成灰燼，留下史考特一人困在量子領域中孤立無援。

## 演員
| 演員                                | 角色                                      | 詮釋 |
| 保羅·路德 Paul Rudd                 | 「蟻人」史考特·朗恩 Ant-Man／Scott Lang   | 一名前系統工程師與竊盜犯，偷竊技巧十分高超，其特質被漢克看上，成為第二代蟻人。有一個長期分居但仍非常疼愛的女兒凱西。受美國隊長招募來對抗鋼鐵人後被關在浮沉監獄中，雖然因隊長劫獄而成功逃出，但他為了見到家人而自首後獲准回到美國，被軟禁在家中長達兩年。 |
| 伊凡潔琳·莉莉 Evangeline Lilly      | 「黃蜂女」荷普·汎戴茵 Wasp／Hope van Dyne | 漢克和珍娜的女兒，精明能幹，繼承母親的黃蜂女裝備，成為第二代黃蜂女，跟父親合作打造通往量子領域的隧道打算救回母親。 |
| 瑪德琳·麥克羅 Madeleine McGraw      | 「黃蜂女」荷普·汎戴茵 Wasp／Hope van Dyne | 幼年的荷普。 |
| 麥克·道格拉斯 Michael Douglas       | 漢克·皮姆 Hank Pym                        | 前神盾局科學顧問、著名昆蟲學家和兼物理學家，開發出可改變物質分子距離的「皮姆粒子」，曾當過第一代蟻人，直到被史考特繼承。 |
| 達克斯·格里芬 Dax Griffin           | 漢克·皮姆 Hank Pym                        | 年輕的漢克。 |
| 蜜雪兒·菲佛 Michelle Pfeiffer       | 珍娜·汎戴茵 Janet van Dyne                | 漢克的妻子，第一代黃蜂女，在多年前的任務裡縮小至亞原子而迷失在量子領域中長達三十年，但也因此得到超能力。 |
| 海莉·洛薇特 Hayley Lovitt           | 珍娜·汎戴茵 Janet van Dyne                | 年輕的珍娜。 |
| 麥可·潘納 Michael Pena              | 路易斯 Luis                               | 史考特的好友，前竊盜團隊的領隊，是一個話嘮，擅長滲透與拳擊，現與史考特等三人經營一家名叫「前科保安」（X-Con Security）的房屋安全設備公司。 |
| T.I. Tip "T.I." Harris              | 戴夫 Dave                                 | 前竊盜團隊的一員，原是偷車與駕車的高手，現已跟路易斯一起經營前科保安。 |
| 大衛·達斯馬齊連 David Dastmalchian  | 寇特 Kurt                                 | 俄羅斯人，前竊盜團隊的一員，電腦駭客，擅長電腦入侵，同樣是前科保安一份子。 |
| 漢娜·約翰-卡門 Hannah John-Kamen    | 「幽靈」艾娃·史塔爾 Ghost／Ava Starr      | 漢克的前同事伊萊亞·史塔爾的女兒，幼年時因父親不慎造成的實驗爆炸事故，使肉體呈現不穩定的量子變化狀態，因此偷取皮姆的實驗室，希望藉著抽取量子領域的能量來回復自身。                                                                                        |
| 瑞琳·布蘭頓 RaeLynn Bratten         | 「幽靈」艾娃·史塔爾 Ghost／Ava Starr      | 幼年的艾娃。 |
| 勞倫斯·費許朋 Laurence Fishburne    | 比爾·佛斯特 Bill Foster                   | 艾娃的養父，曾經是漢克的「哥利亞」計劃的助手，同樣被漢克開除後撫養艾娃長大並設法幫她脫離痛苦。 |
| 朗斯頓·費許朋 Langston Fishburne    | 比爾·佛斯特 Bill Foster                   | 年輕的佛斯特，演員朗斯頓為勞倫斯·費許朋的兒子。 |
| 華頓·哥金斯 Walton Goggins          | 桑尼·伯奇 Sonny Burch                     | 販賣高科技材料的黑市商人，原本秘密為漢克和荷普提供過所有建造隧道的材料，但後來意圖獲取漢克的實驗室以奪得量子技術而背叛他們。 |
| 艾比·萊德·福特森 Abby Ryder Fortson | 凱西·朗恩 Cassie Lang                     | 史考特和瑪姬的女兒，聰明、勇敢又堅強的小女孩，即使長期分居仍然十分崇拜自己的生父。 |
| 巴比·卡納佛 Bobby Cannavale         | 占·帕頓 Jim Paxton                        | 舊金山警察，瑪姬的現任丈夫，凱西的繼父，史考特的朋友。 |
| 茱蒂·葛瑞兒 Judy Greer              | 瑪姬 Maggie                               | 史考特的前妻，與他離婚分居後嫁給占·帕頓。 |
| 藍道爾·朴 Randall Park              | 吳吉米 Jimmy Woo                          | 前神盾局特工，在神盾局瓦解後於聯邦調查局任職，史考特的假釋官。 |
| 迪費安·拉德華 Divian Ladwa          | 烏茲曼 Uzman                              | 伯奇的得力手下，前英國秘密情報局特工，善於折磨犯人和拷問，並調配出一種特製的自白劑。 |
| 葛榮·哥斯迪 Goran Kostić            | 安尼托羅夫 Anitolov                       | 伯奇的得力手下，善於近身搏鬥和飛刀。 |
| 肖恩·肯亞 Sean Kleier               | 斯托爾茲 Stoltz                           | 聯邦調查局特工，胡占美的同事，身為伯奇在聯邦調查局裡的眼線。 |
| 麥可·瑟佛瑞斯 Michael Cerveris      | 伊萊亞·史塔爾 Elihas Starr                | 艾娃的生父，漢克的前助手，被漢克開除後為了證明自己而偷走漢克的量子實驗計劃後自行進行實驗，卻在一次事故中喪生。 |
| 史丹·李 Stan Lee                    | 行人 Pedestrian                           | 客串，在看到汽車變小後懷疑自己的眼睛。 |

## 製作
伊凡潔琳·莉莉在接受《荷里活報道》時表示，她當時收到一封電子郵件後得知自己與男主角保羅·路德將獲得相同的薪酬。

### 拍攝
主題拍攝於2017年8月1日在費耶特縣松林亞特蘭大工作室進行，暫定名稱為「Cherry Blue」。丹特·斯賓諾蒂擔任電影攝影師。電影亦於亞特蘭大都會區進行拍攝，地點包括亞特蘭大國際學校、中城區和巴克海特等亞特蘭大地區，以及山繆·M·英曼中學、埃默里大學、亞特蘭大賽車場和漢普頓進行。拍攝開始期間，漫威影業透露鮑比·坎納瓦爾和艾比·萊德·福特森將回歸出演角色，亦透露克里斯·麥肯納和艾瑞克·桑默斯的編劇團隊促成了劇本。額外的拍攝作業於9月在舊金山、10月在薩凡納和11月在夏威夷進行。2017年11月19日完成拍攝。

## 音樂
2017年6月，瑞德確認克里斯多福·貝克回歸為電影製作配樂。

## 發行
《蟻人與黃蜂女》定於2018年7月6日在美國上映（含IMAX和3D版）。

### 評價
根据評論匯總网站爛番茄汇总的445篇评论文章，87%的评论家给予该作正面评价，使之獲得「認證新鮮」標識。该网站总结的评论家共识是“一部動作更輕盈，更明亮的超級英雄電影，由保羅·路德和伊凡潔琳·莉莉的演出，《蟻人與黃蜂女》的輕鬆魅力提供動力，也提供了急需漫威電影宇宙的『口感去味盤』”。在Metacritic上，56位影評人共給予了70分的分數（滿分100分），這部電影獲得了「普遍好評」。然而，據CinemaScore調查，觀眾的平均評價於A+至F間落於「A-」，較前作的「A」低。

### 市場營銷
概念藝術和“前CGI影片”於2017聖地牙哥國際漫畫展展出。
保羅·路德與伊凡潔琳·莉莉於2018年6月到台灣宣傳，於國家兩廳院前舉辦粉絲見面會；原預定導演會一同與演員來台，隨後導演因故取消行程。這也是漫威電影宇宙成立10周年以來首度蒞臨台灣宣傳，而此次宣傳也是全球宣傳的首站。

### 票房
台灣方面，首週五天票房為新台幣1.4億元；次週票房累計至新台幣2.31億元；第三週票房累計至新台幣2.72億元；第四週票房累計至新台幣2.87億元；最終全台票房為新台幣2.97億元。
中国大陆方面，最終票房為8.31亿元人民币。
| 上一届： 《侏羅紀世界：殞落國度》 | 2018年美國週末票房冠軍 第27週     | 下一届： 《尖叫旅社3：怪獸假期》 |
| 上一届： 《超人特攻隊2》          | 2018年台北週末票房冠軍 第27週     | 下一届： 《摩天大樓》            |
| 上一届： 《侏羅紀世界：迷失國度》 | 2018年香港週末票房冠軍 第27-28週  | 下一届： 《超人特工隊2》         |
| 上一届： 《一出好戏》             | 2018年中國大陸一周票房冠軍 第34週 | 下一届： 《碟中谍6：全面瓦解》   |

## 備註
1. 香港曾譯「蟻俠2：螞蜂俠崛起」。
2. ↑  依照漫威電影宇宙上映次序。
3. ↑  依照漫威電影宇宙中故事發生的時間次序，參見漫威电影宇宙#時間線。
4. ↑  此角色在原作中為男性。

## 外部連結
- 互联网电影数据库（IMDb）上《蟻人與黃蜂女》的资料（英文）
- Box Office Mojo上《蟻人與黃蜂女》的資料（英文）
- Metacritic上《蟻人與黃蜂女》的資料（英文）
- 爛番茄上《蟻人與黃蜂女》的資料（英文）
- AllMovie上《蟻人與黃蜂女》的资料（英文）
- 開眼電影網上《蟻人與黃蜂女》的資料（繁體中文）
- 时光网上《蟻人與黃蜂女》的資料（简体中文）
- 豆瓣电影上《蟻人與黃蜂女》的資料 （简体中文）